# Verwaltungsgemeinschaft Nordharz

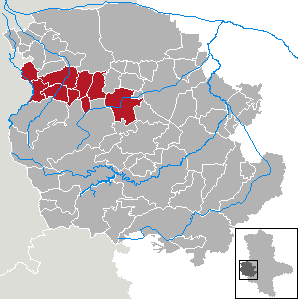
Lage der Verwaltungsgemeinschaft im Landkreis Harz

In der Verwaltungsgemeinschaft Nordharz im Landkreis Harz in Sachsen-Anhalt hatten sich neun Gemeinden zur Erledigung ihrer Verwaltungsgeschäfte zusammengeschlossen. Die Verwaltungsgemeinschaft hatte ihren Sitz in Veckenstedt. Auf einer Fläche von 138,41 km² lebten 11.632 Einwohner (Stand: 31. Dezember 2008). Letzte Verwaltungsleiterin war Hannelore Striewski.
Am 1. Januar 2010 schloss sich Derenburg der Stadt Blankenburg (Harz) an, Reddeber kam zu Wernigerode und die übrigen Gemeinden fusionierten mit Danstedt aus der Verwaltungsgemeinschaft Harzvorland-Huy zur Einheitsgemeinde Nordharz.

## Mitgliedsgemeinden
- Abbenrode
- Derenburg (seit 1. Dezember 2005)
- Heudeber (seit 1. Januar 2005)
- Langeln
- Reddeber (seit 1. Januar 2005)
- Schmatzfeld
- Stapelburg
- Veckenstedt
- Wasserleben